# Barco Dragão nos Jogos Mundiais de 2009
As competições de Barco Dragão nos Jogos Mundiais de 2009 ocorreram entre 17 e 18 de julho na Represa de Lotus. Quatro eventos foram disputados.

## Quadro de medalhas
Nota: as medalhas não fazem parte do quadro oficial de medalhas dos Jogos.
| Ordem | País          | Medalha de ouro | Medalha de prata | Medalha de bronze |    |
| ----- | ------------- | --------------- | ---------------- | ----------------- | -- |
| 1     | Rússia        | 4               |                  |                   | 4  |
| 2     | Hungria       |                 | 2                | 1                 | 3  |
| 3     | Taipé Chinesa |                 | 1                | 1                 | 2  |
| 3     | Alemanha      |                 | 1                | 1                 | 2  |
| 5     | Canadá        |                 |                  | 1                 | 1  |
| TOTAL | TOTAL         | 4               | 4                | 4                 | 12 |

## Medalhistas
| Evento           | Ouro | Prata | Bronze |
| 200m (detalhes)  | RUS Rússia Dmitry Adaev Anton Agaponov Tatiana Andreeva Ilya Eremin Daria Eremina Andrey Gasan Sergey Khudoba Victor Kiselev Viatcheslav Kononov Olga Kostenko Alexander Kovalenko Ignat Kovalev Alena Lebedeva Irina Melantieva Vitaly Mikhailovskiy Alexander Mileev Alexey Mironov Natalia Novik Nikolay Outkin Victor Petrov Dmitry Petrov Nadezhda Petrova Alexey Popov Andrey Reshetov Ivan Reviakin Galina Savenko Olga Semenova Dmitry Sergeev Oleg Shelegov Galina Shelegova Irina Sidorenko Alexander Sushtchenko Sergey Tchemerov Alexey Terekhov Stanislav Tilsh Yury Treushnikov Alexey Volkonskiy Igor Zarubin | HUN Hungria Gabor Balazs Peter Balazs Andrea Barocsi Attila Bencsik Attila Bozsik Edvin Csabai Laszlo Istvan Csaky Adrienn Csengeri Vivien Follath Erzsebet Foltanne Jenei Horvath Gabor Attila Gyre Csaba Huettner Nora Koever Gyoergy Kozmann Mihaly Krausz Marton Janos Metka Melinda Patyi Gitta Remenyi Pal Sarudi Marton Toth Edina Ulveczki Krisztina Wohner                                                     | TPE Taipé Chinês Chang Chia-jen Chang Chu-han Chen Chia-yi Chen Chin-chieh Chen Hsiu-shih Chen Wei-han Chen Wei-ren Chia Chun-han Chiu Huai-chun Chiu Ping-jui Hsieh Tsu-yao Hsieh Yen-hsi Hsieh Yi -lung Huang Yi-wen Hung Chia-yi Hung Wei Lee Jung-Wen Kuo Chung-hsing Lai Feng-chang Lee Han-cheng Lee Jung-wen Liu Wei-chen Ma Chien-ming Tu Yu-fan Wang Zih-an Wu Shih-liang Yeh Szu-hao Yin Wan-ting             |
| 500m (detalhes)  | RUS Rússia Dmitry Adaev Anton Agaponov Tatiana Andreeva Ilya Eremin Daria Eremina Andrey Gasan Sergey Khudoba Victor Kiselev Viatcheslav Kononov Olga Kostenko Alexander Kovalenko Ignat Kovalev Alena Lebedeva Irina Melantieva Vitaly Mikhailovskiy Alexander Mileev Alexey Mironov Natalia Novik Nikolay Outkin Victor Petrov Dmitry Petrov Nadezhda Petrova Alexey Popov Andrey Reshetov Ivan Reviakin Galina Savenko Olga Semenova Dmitry Sergeev Oleg Shelegov Galina Shelegova Irina Sidorenko Alexander Sushtchenko Sergey Tchemerov Alexey Terekhov Stanislav Tilsh Yury Treushnikov Alexey Volkonskiy Igor Zarubin | HUN Hungria Gabor Balazs Peter Balazs Andrea Barocsi Attila Bencsik Attila Bozsik Edvin Csabai Laszlo Istvan Csaky Adrienn Csengeri Vivien Follath Erzsebet Foltanne Jenei Horvath Gabor Attila Gyre Csaba Huettner Nora Koever Gyoergy Kozmann Mihaly Krausz Marton Janos Metka Melinda Patyi Gitta Remenyi Pal Sarudi Marton Toth Edina Ulveczki Krisztina Wohner                                                     | GER Alemanha Nancy Adler Martin Alt Arne Bergholz Stephan Breuing Rene Dittmann Anja Fock Joerg Gentner Christian Hauke Nico Honicke Grit Kaletta Uta Kaun Christof Klimek Barbara Koch Tim Marco Korschewsky Udo Kraemer Eckhard Leue Friederike Leue Romy Leue Wolfgang Werner Mayr Susann Mueller Jacqueline Ruster Cornelia Schmidt Stefan Scholz Marina Schuck Tom Siebeneicher Bjoern Steigerwald Philipp Walther |
| 1000m (detalhes) | RUS Rússia Dmitry Adaev Anton Agaponov Tatiana Andreeva Ilya Eremin Daria Eremina Andrey Gasan Sergey Khudoba Victor Kiselev Viatcheslav Kononov Olga Kostenko Alexander Kovalenko Ignat Kovalev Alena Lebedeva Irina Melantieva Vitaly Mikhailovskiy Alexander Mileev Alexey Mironov Natalia Novik Nikolay Outkin Victor Petrov Dmitry Petrov Nadezhda Petrova Alexey Popov Andrey Reshetov Ivan Reviakin Galina Savenko Olga Semenova Dmitry Sergeev Oleg Shelegov Galina Shelegova Irina Sidorenko Alexander Sushtchenko Sergey Tchemerov Alexey Terekhov Stanislav Tilsh Yury Treushnikov Alexey Volkonskiy Igor Zarubin | GER Alemanha Nancy Adler Martin Alt Arne Bergholz Stephan Breuing Rene Dittmann Anja Fock Joerg Gentner Christian Hauke Nico Honicke Grit Kaletta Uta Kaun Christof Klimek Barbara Koch Tim Marco Korschewsky Udo Kraemer Eckhard Leue Friederike Leue Romy Leue Wolfgang Werner Mayr Susann Mueller Jacqueline Ruster Cornelia Schmidt Stefan Scholz Marina Schuck Tom Siebeneicher Bjoern Steigerwald Philipp Walther | HUN Hungria Gabor Balazs Peter Balazs Andrea Barocsi Attila Bencsik Attila Bozsik Edvin Csabai Laszlo Istvan Csaky Adrienn Csengeri Vivien Follath Erzsebet Foltanne Jenei Horvath Gabor Attila Gyre Csaba Huettner Nora Koever Gyoergy Kozmann Mihaly Krausz Marton Janos Metka Melinda Patyi Gitta Remenyi Pal Sarudi Marton Toth Edina Ulveczki Krisztina Wohner                                                     |
| 2000m (detalhes) | RUS Rússia Dmitry Adaev Anton Agaponov Tatiana Andreeva Ilya Eremin Daria Eremina Andrey Gasan Sergey Khudoba Victor Kiselev Viatcheslav Kononov Olga Kostenko Alexander Kovalenko Ignat Kovalev Alena Lebedeva Irina Melantieva Vitaly Mikhailovskiy Alexander Mileev Alexey Mironov Natalia Novik Nikolay Outkin Victor Petrov Dmitry Petrov Nadezhda Petrova Alexey Popov Andrey Reshetov Ivan Reviakin Galina Savenko Olga Semenova Dmitry Sergeev Oleg Shelegov Galina Shelegova Irina Sidorenko Alexander Sushtchenko Sergey Tchemerov Alexey Terekhov Stanislav Tilsh Yury Treushnikov Alexey Volkonskiy Igor Zarubin | TPE Taipé Chinês Chang Chia-jen Chang Chu-han Chen Chia-yi Chen Chin-chieh Chen Hsiu-shih Chen Wei-han Chen Wei-ren Chia Chun-han Chiu Huai-chun Chiu Ping-jui Hsieh Tsu-yao Hsieh Yen-hsi Hsieh Yi -lung Huang Yi-wen Hung Chia-yi Hung Wei Lee Jung-Wen Kuo Chung-hsing Lai Feng-chang Lee Han-cheng Lee Jung-wen Liu Wei-chen Ma Chien-ming Tu Yu-fan Wang Zih-an Wu Shih-liang Yeh Szu-hao Yin Wan-ting             | CAN Canadá David Anderson Harold Curry Marilyn Dobbs Raymond Ellis Kathleen Harrison Richard Hutton Keith James Kevin Lohrenz Peter Lohrenz Sabrina McGee Nicholas Mysko Cheryl Ramsey Gordon Ramsey Barbara Ritchie Kelly Ritchie Adrian Schimnowski Chris Schimnowski Martin Simmons Jo-Ann Stebbing Rosita Thiele Linda Louise Thomson Jennifer Treacy Micheal Treacy Deborah Woodbeck Norman Woodbeck               |